# Zwartbaard

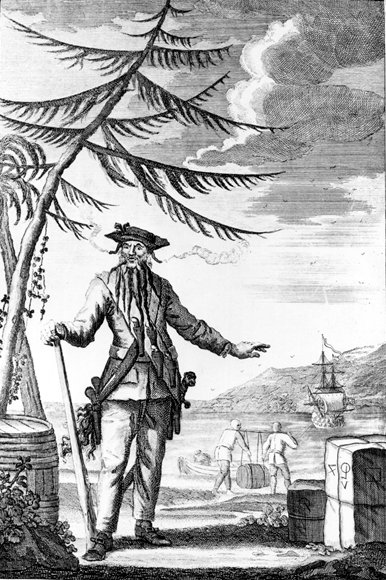
Zwartbaard

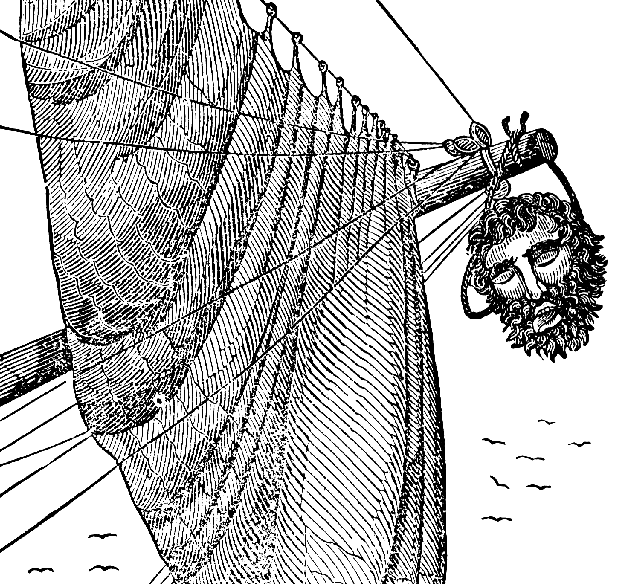
Het hoofd van Zwartbaard

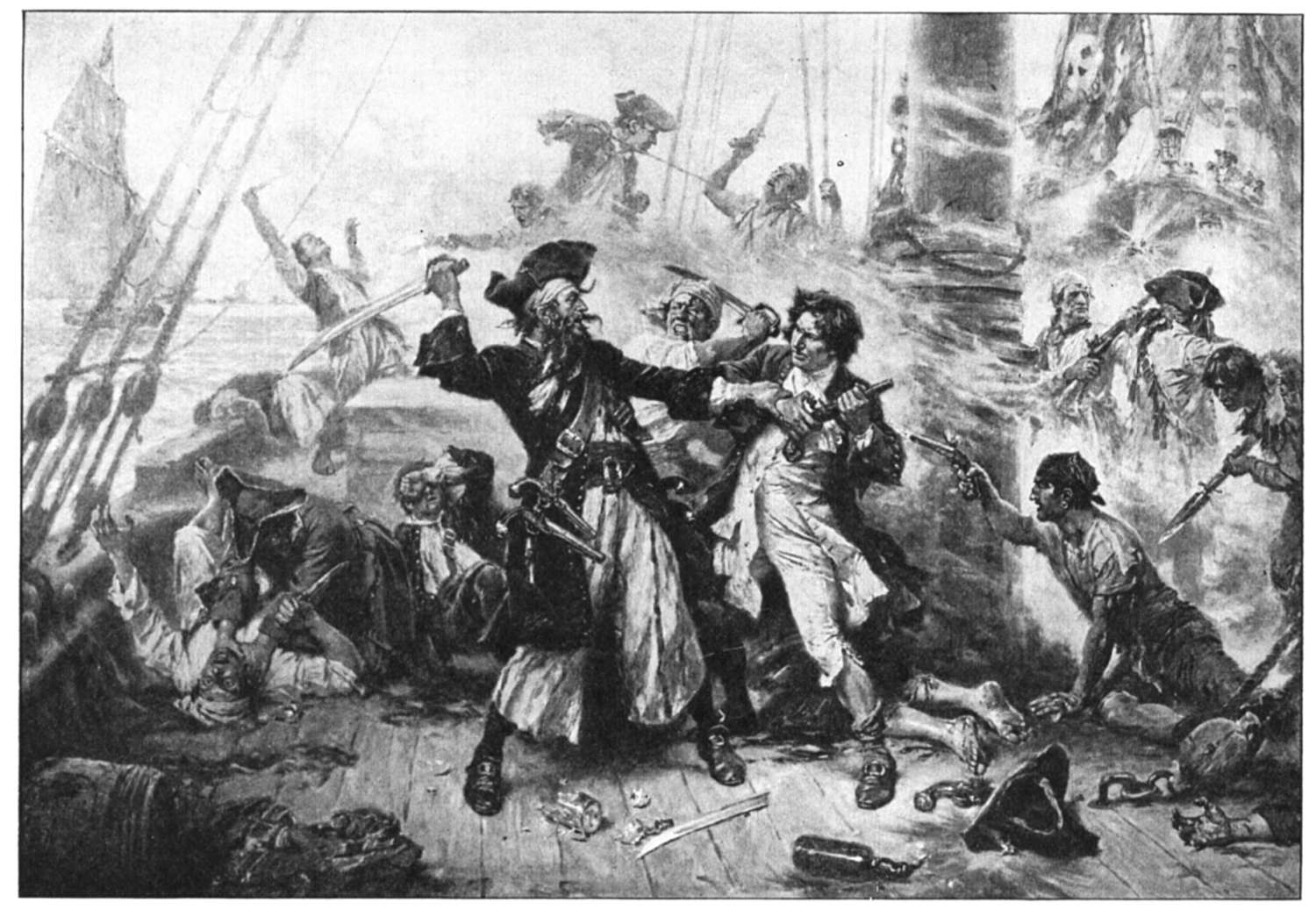
Zwartbaard en Maynard vechten in Ocracoke Bay

Piratenvlag van Zwartbaard

Zwartbaard (Engels: Blackbeard; waarschijnlijke echte naam: Edward Teach of Edward Thatch, hoewel de naam Edward Drummond ook genoemd wordt) (1680–22 november 1718) was een Engelse piraat.
Edward Teach was afkomstig uit Bristol. Hij was van 1716 tot 1718 als zeerover actief in het Caribische gebied tussen en langs de oostkust van Noord-Amerika. Tijdens een rooftocht van achttien maanden kaapte hij ten minste 20 schepen, vanuit verschillende bases.

## Biografie
Rond 1710 zou Edward Teach vertrokken zijn vanuit Bristol, Engeland om het als gelukzoeker te gaan maken in de Nieuwe Wereld. Of zijn goede vriend Israel Hands tegelijk met hem vertrokken is, blijft onduidelijk. Al gauw sloot hij zich aan bij Benjamin Hornigold, een bekwaam kapitein die onder Engels bewind diverse successieoorlogen had meegemaakt. Onder zijn leiding begonnen ze in 1716-1717 met het kapen van schepen. In het voorjaar van 1717 ging Hornigold er evenwel vandoor wegens het verkrijgen van een generaal pardon.
Werkloos vulde Teach zijn dagen met drinken en gokken, tot op een dag Charles Vane hem uitdaagde om zelf een bemanning op poten te zetten. Hij nam die uitdaging aan, en met 18 man aan boord van een sloep kaapte hij diverse kleine vissersschepen, waarin hij vooral handelswaar als vis en graan aantrof, die in North Carolina werden verhandeld.
Teach werd steeds ambitieuzer en wilde ook grotere schepen aanvallen, wat hem met een brutaal plan ook lukte. Hij veroverde het Franse fregat "La Concorde", met 40 kanonnen aan boord, en doopte het om tot de Queen Anne's Revenge. 18 maanden lang vormde Teach een ware plaag voor zijn belagers en achtervolgers in de Caraïbische zee. Om zijn goederen te kunnen verkopen, sloot hij een handelsverdrag af met gouverneur Charles Eden van North-Carolina, dit tot verbijstering van gouverneur Alexander Spotswood van Virginia. Deze riep zijn beste admiraals bijeen om een plan op te stellen om Zwartbaard gevangen te nemen of te doden.
In het najaar van 1718 werd de "Queen Anne's Revenge" door twee regeringsschepen vlak bij Ocracoke Creek in North Carolina ingesloten; kapitein Zwartbaard werd tijdens het gevecht gedood. Luitenant Robert Maynard zou de genadeklap gegeven hebben, nadat er al vijfmaal op Zwartbaard geschoten was en de man twintigmaal was doorstoken. Zijn hoofd werd afgehakt en op de boeg gehangen als trofee.
In het leven van Zwartbaard waren vele vrouwen, maar hij zou een keer getrouwd zijn met Mary Ormond in Bath, North Carolina. In Beaufort, North Carolina, is in 1996 een schip gevonden dat van Zwartbaard zou zijn geweest; het dient er nu als attractie. In mei 2011 werd voor de kust van North Carolina het anker van het schip de "Queen Anne's Revenge" gevonden. Onderzoekers troffen het 3,3m lange anker op 6m diepte aan, en brachten het naar de oppervlakte.

## Verwijzingen in de moderne cultuur

### Boeken
- Neal Stephenson schrijft over Edward Teach in Quicksilver.
- Tim Powers beschrijft hem in On Stranger Tides.
- Robert Louis Stevenson refereert aan hem in Schateiland in het citaat van Kapitein Flint: "Zwartbaard? ja daar heb ik weleens iets van gehoord."
- De stripavonturen van Roodbaard zijn deels op het leven van Edward Teach gebaseerd.
- De strip van Jommeke Het probleem van Jeff Klaxon draait rond de schat van Zwartbaard.
- In de Japanse manga One Piece is een van de algemene antagonisten Marshall D. Teach, alias Blackbeard (Zwartbaard).
- In het boek De Zee van Monsters van Percy Jackson stelen de vrienden het schip "Queen Anne's Revenge" van Zwartbaard. Hij zou volgens het boek de zoon van Ares zijn.

### Film en televisie
- Blackbeard, een stomme film uit 1911.
- Blackbeard, the Pirate uit 1952, gespeeld door Robert Newport.
- Blackbeard in de moderne sprookjesserie Once Upon a Time .
- Peter Ustinov speelt Zwartbaard in Blackbeard's Ghost uit 1968.
- Yellowbeard, een film uit 1983 is gebaseerd op Blackbeard, met in de hoofdrol Graham Chapman.
- In de animatieserie One Piece speelt een personage dat Marshall D. Teach heet en Blackbeard genoemd wordt, een van de krachtigste piraten uit de serie.
- Blackbeard uit 2006 met in de hoofdrol James Purefoy.
- Blackbeard (2006), een miniserie van Hallmark Entertainment, met in de hoofdrol Angus Mcfayden.
- In 2006 werd op Discovery Channel de documentaire Real Pirate Story's uitgezonden, waarin de piraten Anne Bonney, Bartholomew Roberts en Blackbeard worden belicht.
- In Pirates of the Caribbean: On Stranger Tides wordt de rol van Zwartbaard vertolkt door Ian McShane.
- In de televisieserie Black Sails wordt de rol van Zwartbaard gespeeld door Ray Stevenson.
- In de film Pan, een film uit 2015, speelt Hugh Jackman de rol van Zwartbaard.
- In de televisieserie Crossbones werd de rol van Zwartbaard gespeeld door John Malkovich.
- In de televisieserie Our Flag Means Death werd de rol van Zwartbaard gespeeld door Taika Waititi.
- In de serie OuterBanks seizoen 4.

### Games
- In Monkey Island 2: LeChuck's Revenge wordt gezocht naar een schat van Zwartbaard.
- In Assassin's Creed III wordt er over Zwartbaard gesproken.
- In Assassin's Creed IV: Black Flag is Blackbeard een van de hoofdrollen.
- In Sid Meier's Pirates: Live the life is Blackbeard een van de top 10 piraten.

## literatuur
- Craig Cabell, Graham A. Thomas & Allan Richards: Blackbeard: The Hunt for the World’s Most Notorious Pirate. Pen & Sword Maritime, 2012
- Robert Lee: Blackbeard: The Real Pirate of the Caribbean. The History Press, 2008